# Waldemar Rezmer
Waldemar Stanisław Rezmer (ur. 6 marca 1949 w Gdyni) – polski historyk, specjalizujący się w historii najnowszej i historii wojskowej.

## Życiorys
W 1968 roku ukończył Technikum Łączności w Gdańsku i podjął studia historyczne na Uniwersytecie Mikołaja Kopernika w Toruniu. Ukończył je w 1973 roku, pod opieką Władysława Lewandowskiego. W latach 1973–1981 pracował jako nauczyciel w trójmiejskich szkołach.
W 1981 roku został zatrudniony na stanowisku starszego asystenta w Instytucie Historii i Archiwistyki UMK. W 1983 roku uzyskał stopień doktora nauk humanistycznych. Tematem jego pracy doktorskiej były Działania armii „Poznań” w 1939 r., a promotorem Władysław Lewandowski.
Stopień doktora habilitowanego nauk humanistycznych w zakresie historii uzyskał w 1993 na Wydziale Humanistycznym Uniwersytetu Mikołaja Kopernika, na podstawie rozprawy Operacyjna służba sztabów Wojska Polskiego w 1939 roku /organizacja, zasady funkcjonowania, przygotowanie do wojny). W roku 2000 otrzymał tytuł profesora nauk humanistycznych.
W latach 2002–2008 pełnił funkcję dziekana Wydziału Nauk Historycznych UMK, od 1994 roku kieruje Zakładem Historii Wojskowej w Instytucie Historii i Archiwistyki.
Współpracował z historykami litewskimi i rosyjskimi. W latach 2001–2004 kierował projektem badawczym Wojsko litewskie 1918-1940. 30 kwietnia 2009 otrzymał tytuł doktora honoris causa Uniwersytetu Witolda Wielkiego w Kownie. W 1999 odznaczony Złotym Krzyżem Zasługi

## Wybrane publikacje
- Armia "Poznań" 1939 (1992, ISBN 83-11-07753-3)
- Bitwy na Pomorzu: szkice z dziejów militarnych Pomorza Nadwiślańskiego (1109-1945) (1993, wspólnie z Mieczysławem Bielskim, ISBN 83-85349-17-0)
- Litewskie lotnictwo wojskowe 1919-1940 (1999, ISBN 83-231-1096-4)
- Twierdza Toruń: stan w latach dwudziestych XX wieku (2001, wspólnie z Mieczysławem Giętkowskim i Zbigniewem Karpusem, ISBN 83-7174-742-X)
- Armia "Pomorze" w kampanii polskiej 1939 roku: bitwa nad Bzurą (2004, ISBN 83-89962-00-4)
- Красноармейцы в польском плену в 1919–1922 гг. Сборник документов и материалов ["Czerwonoarmiści w niewoli polskiej w latach 1919–1922. Zbiór dokumentów i materiałów"] (2004, wspólnie z Giennadijem Matwiejewem i Zbigniewem Karpusem[2], ISBN 5-94381-135-4)
- Operacyjna służba sztabów Wojska Polskiego w 1939 roku. Organizacja. Zasady funkcjonowania. Przygotowanie do wojny, Wydawnictwo Tetragon Sp. z o.o., Warszawa 2010, wyd. II, ISBN 978-83-930318-1-8
- Służba duszpasterska Wojska Polskiego w 1939 r. „Wojskowy Przegląd Historyczny”. 1 (143), s. 49-66, 1993. Warszawa: Wojskowy Instytut Historyczny. ISSN 1640-6281.
- Żołnierze Wojska Polskiego II RP wyróżnieni rumuńskimi odznaczeniami w pierwszym piętnastoleciu niepodległości. W: Związki polsko-rumuńskie w historii i kulturze. Suceava: Związek Polaków w Rumunii, 2018. ISBN 978-973-0-27765-4.